# Liriomyza violicaulis
Liriomyza violicaulis este o specie de muște din genul Liriomyza, familia Agromyzidae, descrisă de Erich Martin Hering în anul 1962.
Este endemică în Germania. Conform Catalogue of Life specia Liriomyza violicaulis nu are subspecii cunoscute.